# Monarchy of Roses
«Monarchy of Roses» es una canción de la banda de rock estadounidense Red Hot Chili Peppers, lanzada el 7 de octubre de 2011 como segundo sencillo de su álbum I'm with You.

## Video musical
El 4 de octubre de 2011, la banda comenzó a filmar el video musical de «Monarchy of Roses». El baterista, Chad Smith, publicó una foto de su batería frente a una pantalla verde lo que confirmaba que el rodaje estaba en marcha. El 14 de noviembre de 2011, el video musical fue lanzado a través de la página de Facebook de la banda y su canal de YouTube. El video estuvo dirigido por Marc Klasfeld, quien anteriormente dirigió el video de "The Adventures of Rain Dance Maggie" y se inspiró en la obra de arte de Raymond Pettibon para la creación del clip.

## Lista de canciones
Japonés sencillo
1. «Monarchy of Roses» (Álbum Versión) – 4:14

UK Promo sencillo
1. «Monarchy of Roses» (Álbum Versión) – 4:14
2. «Monarchy of Roses» (Radio Edit) – 3:43
3. «Monarchy of Roses» (Instrumental) – 4:12

European Advance Promo single
1. «Monarchy of Roses» (Álbum Versión) – 4:14
2. «Monarchy of Roses» (Radio Edit) – 3:43

- Datos: Q129424